# 斯威策教士住宅
斯威策教士住宅（선교사 스윗즈 주택）是韩国大邱广域市中区的一座历史遗产建筑，1989年6月15日列为有形文化财产第24号。
该建筑原为女传教士玛莎·斯威策（Miss Marttha switzer）的住宅，建于1906年至1910年间，当时大邱传教活动正进行得如火如荼。该建筑融合了传统韩式风格和西式风格。基础使用了1736年的城墙石，上面用红砖砌筑。屋顶采用韩式瓦片。
1981年，该建筑由启明大学东山医院收购，现作为传教博物馆使用。一楼可以看到各种圣经、传教士遗物、基督教传播过程等照片资料，二楼可以看到会幕模型，以及在以色列购买的新旧约相关道具。

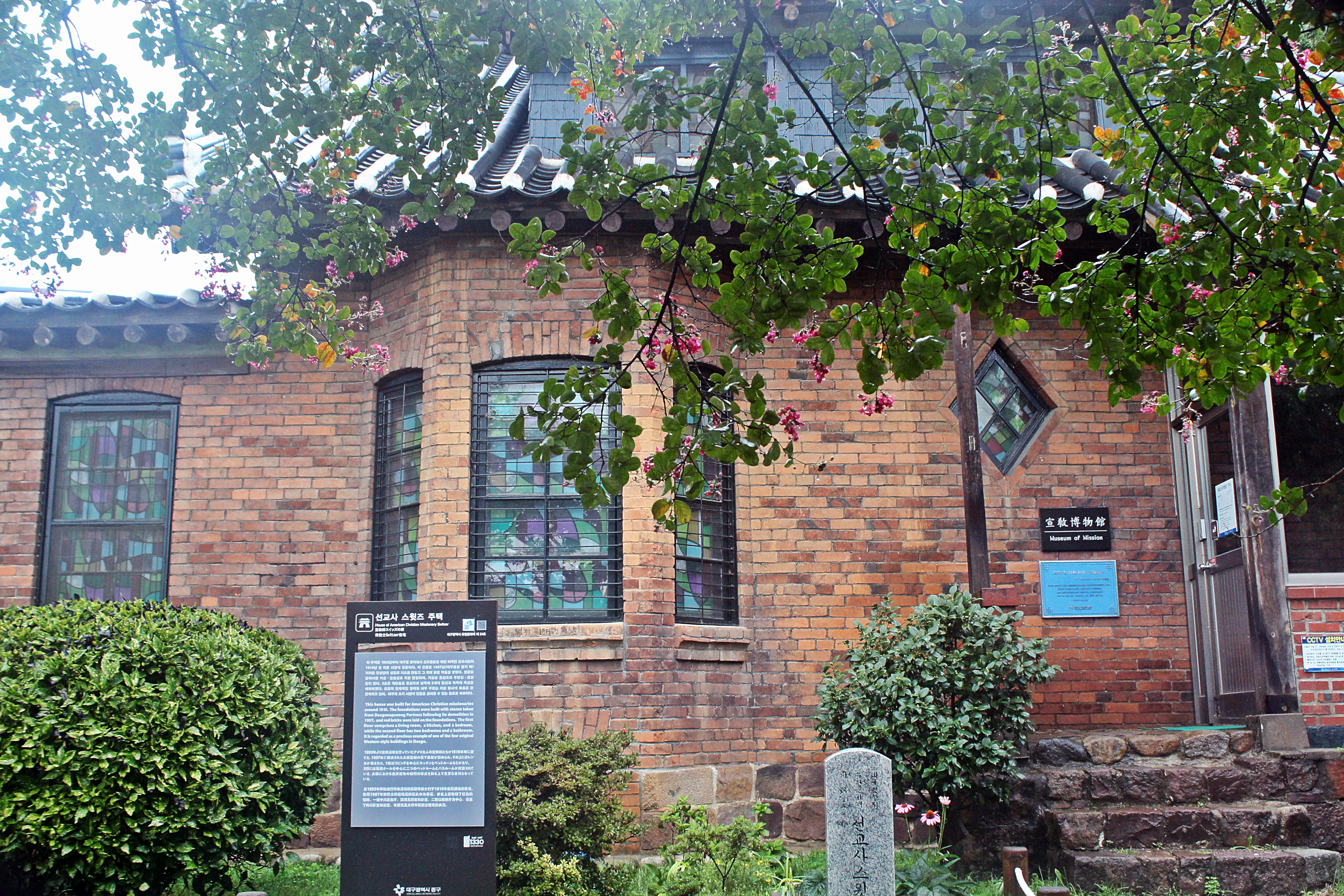
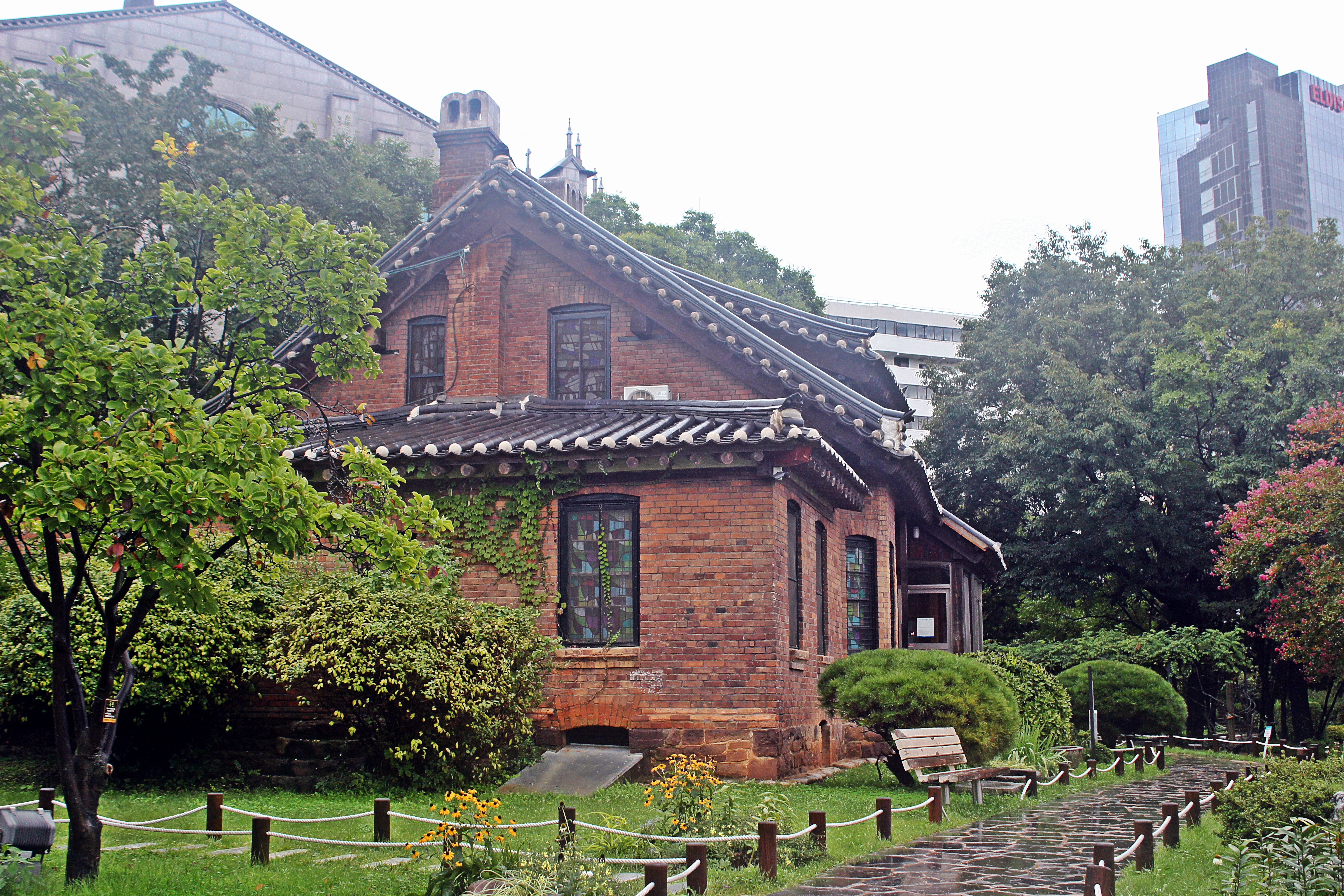
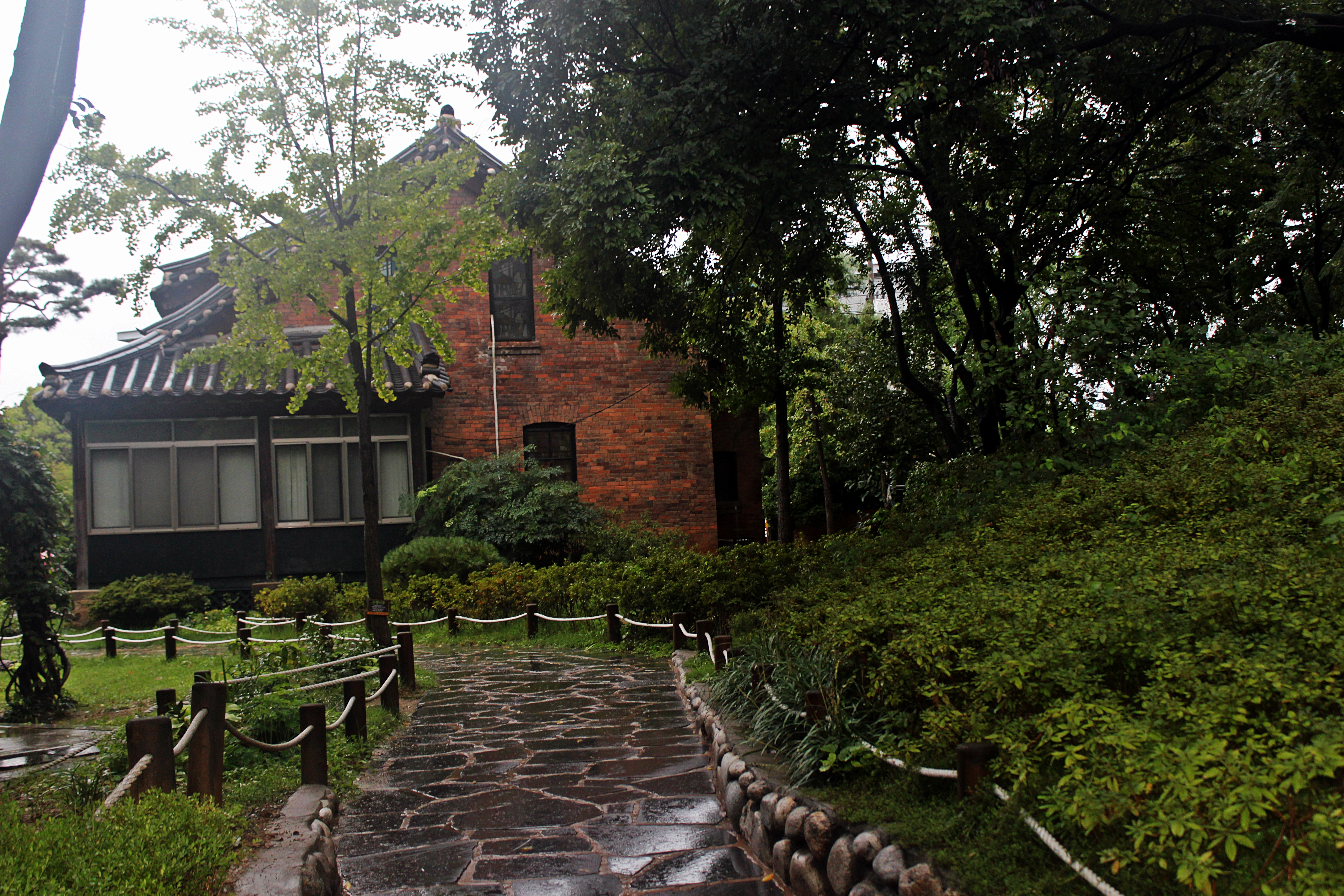